# Rumex conglomeratus
Espèce
Rumex conglomeratus, l'Oseille agglomérée ou la Patience agglomérée, est une plante de la famille des Polygonacées.